# Archimede Bellatalla
Archimede Bellatalla (Pisa, 1º gennaio 1876 – Pisa, 3 marzo 1935) è stato un poeta italiano.

## Biografia
Nacque a Pisa in Piazza San Sepolcro nel quartiere di Kinzika, oggi San Martino. 
Durante la sua adolescenza, nel periodo liceale ed universitario scrisse sonetti in vernacolo pisano, raccogliendoli poi in collane come A cena da Gervasio, La matematica ragionata, la Guida di Pisa.
Laureatosi in matematica, smise completamente di scrivere e si dedicò all'insegnamento, prima all'Università di Torino, dove pubblico una formula Bellatalla, di matematica pura. 
Rientrato a Pisa si sposò con Giuseppina Ceccarelli dalla quale ebbe due figli, Gastone, cardiologo e Manlio, ricercatore del CNR a Roma.
I suoi sonetti sono conservati nelle maggiori biblioteche italiane e in quella vaticana, tra i poeti dialettali. Ebbe una fitta corrispondenza con Ulisse Dini, Renato Fucini, Titta Ruffo e Giacomo Puccini, avendo dato lezioni private a suo figlio Antonio. 
Morì a Pisa nel 1935.
| Controllo di autorità | VIAF (EN) 465159474191927661878 · SBN SBLV216758 · BAV 495/347514 |